# 아키쓰촌 (아이치현)
아키쓰촌(秋津村)은 일본 아이치현 니와군에 설치되었던 촌이다. 현재의 고난시의 중심부에서 동부에 해당한다.